# Сан-Фауштіну
Сан-Фауштіну (порт. São Faustino; МФА: [ˈsɐ̃w fawʃ.ˈti.nu]) — парафія в Португалії, у муніципалітеті Гімарайнш. Розташована в північно-західній частині країни, на теренах історичної португальської провінції Дору-Міню. Входить до складу округу Брага. За адміністративним поділом, чинним до 1976 року, терени парафії були складовою провінції Міню. Належить до Бразької архідіоцезії Католицької церкви. Патрон — святий Фаустин. Площа — 1,9556 км². Населення — 998 ос. (2011). Сильно урбанізований регіон. Густота населення — 510,33 осіб/км²
. Код — 030851.

## Населення
| Кількість мешканців | Кількість мешканців | Кількість мешканців | Кількість мешканців | Кількість мешканців | Кількість мешканців | Кількість мешканців | Кількість мешканців | Кількість мешканців | Кількість мешканців | Кількість мешканців | Кількість мешканців | Кількість мешканців | Кількість мешканців | Кількість мешканців |
| ------------------- | ------------------- | ------------------- | ------------------- | ------------------- | ------------------- | ------------------- | ------------------- | ------------------- | ------------------- | ------------------- | ------------------- | ------------------- | ------------------- | ------------------- |
| 1864                | 1878                | 1890                | 1900                | 1911                | 1920                | 1930                | 1940                | 1950                | 1960                | 1970                | 1981                | 1991                | 2001                | 2011                |
| 269                 | 276                 | 354                 | 378                 | 405                 | 415                 | 355                 | 556                 | 628                 | 793                 | 893                 | 945                 | 1 082               | 1 050               | 998                 |